# Filosofia de la tecnologia
La filosofia de la tecnologia és la disciplina que analitza els efectes de la tecnologia en la societat, especialment en les maneres de pensar i l'ètica. Es relaciona estretament amb la filosofia de la ciència i amb les disciplines sociològiques d'estudi de la tecnologia i com a àrea d'estudi independent va sorgir a finals del segle xix, si bé les reflexions sobre tecnologia i ésser humà es remunten a l'Antiga Grècia.
Algunes qüestions d'estudi de la filosofia de la tecnologia són si la tecnonologia és objectiva, quins avenços s'han de promoure èticament i quins no, com afecta la tècnica a la relació entre humans (per exemple l'aparició de la realitat virtual), els sabers tècnics necessaris per al progrés i l'educació d'un país, quins lligams estableix la tecnologia amb la ciència i com afecta l'estructura social a la recerca tecnològica, entre d'altres.
Entre els autors destacats d'aquesta disciplina cal destacar Jean Baudrillard, Bruno Latour, Ernst Kapp, Hannah Arendt i Joseph Agassi.

## Objectius
Una de les principals finalitats d'aquesta branca de la filosofia és identificar els canvis que hi ha en la tecnologia, com s'utilitzen segons la cultura, poble o pensament, s'investiga com un mateix objecte pot tenir un major o menor avanç segons com i on s'utilitzi. També busca les característiques i la compressió dels sistemes socials, econòmics i polítics a fi de poder crear tècniques o tecnologies que satisfacin les necessitats requerides, però puntualment és per millorar la qualitat de vida dels individus.
A més, s'estudia de manera interna i externa: a nivell intern, la seva finalitat és buscar les finalitats que té la tècnica o tecnologia en el creador, però principalment s'estudien a les persones que el van a utilitzar, així com es mira allò innovador o igualitari que té el seu disseny creatiu i tecnic. A nivell extern, es tracta de l'avaluació i desitjabilitat que tenen aquestes innovacions tecnològiques en el món dels usuaris o habitants, que utilitzen el servei en l'àmbit social, cultural, econòmic i polític. En aquest àmbit, s'estudien les respostes dels usuaris que tenen accés a aquestes tecnologies per tal de poder fer una anàlisi amb els costs, despesses i efectes a la societat a nivell ambiental i de l'entorn.
Intenta resoldre preguntes com les següents: 
- Què és la tecnologia i en què es diferencia de la tècnica?
- Quina relació hi ha entre ciència, tècnica i tecnologia?
- Té molta importància la tecnologia avui en dia? i, si la té, ha estat sempre així?
- Ens afecta la tecnologia? Com?
- Pot arribar a posar en risc la nostra existència individual i com a espècie?
- Pot servir-nos la ciència i la tecnologia per millorar la nostra situació i circumstància?

## Història

### Edat Antiga
Considerada sota la rúbrica del terme grec téchne (art, artesà), la filosofia de la tecnologia va a les mateixes arrels de la filosofia occidental. En La República, Plató veu la téchne com la base d'un adequat govern de la ciutat i estableix una distinció en favor del coneixement teòric abstracte enfront de l'activitat manual basada en la pràctica. En l'Ètica a Nicòmac, (llibre XI), Aristòtil descriu téchne com una de les quatre formes de conèixer el món. Els estoics van argumentar que la virtut és una classe de téchne basada en una adequada manera d'entendre l'univers.

### Època Renaixentista
- Tomás Campanella (1568 - 1639), Comunisme utòpic. Planteja un projecte utòpic en el seu llibre La Ciutat de Sol. En aquesta obra s'esbossa una ciutat anomenada Taprobane, on impera el comunisme absolut. No hi ha ha habitatges, dones, menjars, fills o mobles privats. Tots són iguals, treballen des de petits i s'acostumen a viure així. Campanella brinda importància a la ciència, als avenços tècnics. Descriu vehicles d'espelmes, naus mogudes per mecanismes, sorprenents tubs per escoltar la música celestial, etc. Segons ell: "Els habitants de la ciutat de el sol enalteixen Ptolemeu i admiren a Copèrnic" i "són enemics d'Aristòtil, li diuen pedant"

- Bacon (1561- 1626), Empirisme. Va defensar que el coneixement per manipular les coses materials era més útil per al progrés social que el saber abstracte. "No hi ha per a les ciències altre objecte veritable i legítim que el de dotar la vida humana de descobriments i recursos nous". Per Bacon la ciència ens proporcionarà poder i benestar material.

### Edat Moderna
- Descartes (1596 - 1650), Racionalisme. Va considerar que l'aplicació de la ciència és molt valuosa: "Aquestes nocions (generals de la física) m'han ensenyat que és possible arribar a coneixements molt útils per a la vida i que, en lloc de la filosofia especulativa ensenyada a les escoles, és possible trobar una pràctica per mitjà de la qual, coneixent la força i les accions del foc, de l'aigua, de l'aire, dels astres, dels cels i de tots els altres cossos que ens envolten, tan distintament com coneixem els oficis diversos dels nostres artesans, podríem aprofitar-los de la mateixa manera en tots els usos apropiats, i d'aquesta sort convertir-nos en amos i posseïdors de la natura" (Discurs del mètode).

- Claude Henri de Saint-Simon (1760 - 1825), Socialisme utòpic. Opina que només basant-se en la ciència positiva es podrà reorganitzar i ordenar el món dels homes. En aquesta nova època orgànica el poder espiritual correspondrà als homes de ciència, que poden predir la major quantitat de coses, mentre que el poder temporal, pertanyerà als industrials, als qui emprenguin treballs pacífics que ocupin al major nombre d'individus. Així la ciència i la tecnologia es troben en condicions de solucionar els problemes humans i socials.

- Marx (1818 - 1883), Materialisme històric. Té la pretensió de proporcionar una justificació científica de l'ideal d'una societat sense classes i lliure d'explotació, en tant que aquesta societat no només és desitjable sinó que, a més, constitueix un estat futur de la societat a què inevitablement ens condueixen les lleis del desenvolupament històric.

### Edat Contemporània
- Otto Neurath (1882 - 1917), Positivisme lògic. Considerava que la ciència unificada té per propòsit fonamental augmentar l'eficàcia de les accions humanes, especialment les governamentals. Gràcies a la ciència unificada seria possible preveure cada vegada amb més precisió les conseqüències de les accions socials i els resultats dels plans i programes polítics. D'aquesta manera seria possible delimitar els fins realitzables i els mitjans adequats per a aconseguir de la manera més eficient la felicitat social.

- Karl R. Popper (1902 - 1994), Racionalisme crític. El progrés de les ciències socials comporta un augment en la nostra capacitat de predicció, la qual cosa ens permet millorar gradualment l'eficiència d'institucions socials i polítiques.

### Segle XX
Considerant que filòsofs del segle xix com Karl Marx i Ernst Kapp van tenir un interès filosòfic en eines i tècniques, els filòsofcs que al segle xx van pronunciar-se directament sobre la tecnologia moderna van ser John Dewey, José Ortega y Gasset, Arnold Gehlen, Jacques Ellul, Hannah Arendt, Walter Benjamin i Martin Heidegger. Respecte Dewey i Heidegger, tot i que ambdós van veure la tecnologia com un eix central de al vida moderna, el primer va ser més optimista sobre el rol de la tecnologia. Aquesta és una molt breu al·lusió de les seves idees; no obstant això, Heidegger pot ser vist com un crític però al mateix temps obert a la tecnologia. Per a ell, l'essència de la tecnologia és el més gran parill i la més gran possibilitat per a la humanitat al mateix temps. El treball de Dewey sobre la tecnologia es troba dispers a través de les seves obres, mentre que Heidegger pot ser trobat a La pregunta per la tècnica (1954).
Dos altres pensadors més recents fonamentals són el francès André Leroi-Gourhan, l'alemany Günter Ropohl i el nord-americà Lewis Mumford. Per a Leroi-Gourhan i Mumford, la tecnologia ha de ser remesa, no només als estudians dels successos moderns, sinó també i sobretot a les cultures ancestrals, fins i tot primitives, que és on segons ells es van gestar les pràctiques socials que expliquen l'origen de les tecnologies que encara es conserven avui en dia. Pràctiques com el llenguatge, els rites, els símbols, la guerra i la caça, l'art, la religió, entre d'altres, són activitats culturals que permetre concebre una complexa relació societat-naturalesa on les eines són efectes d'aquestes pràctiques. Aquest fet permet impugnar la idea que les tecnologies es redueixen a utilitats simplement materials. Alguns exemples d'això són el concepte de Megamàquina de Lewis Mumford, que defineix l'Estat Despòtic Imperial com l'antecedent directe del naixement de les Societats de Masses i la Burocràcia, i lels estudis d'André Leroi-Hourhan sobre el doble sistema biotecnològic Mà-eina/Boca-llenguatge que pressuposen les societats primitives, aspectes inseparables d'una assignació cultural dels òrgans humans dins de determinades relacions socialment codificades.

## Classes de la filosofia de la tecnologia

### Filosofia de tecnologia enginyeril, mecànica o manufacturera
Neix el segle xvii amb Isaac Newton amb l'objectiu d'observar el paper que tenia la tecnologia en el món, principalment el què ocasiona en el pensament humà. Un clar exemple d'això el va dir René Descartes amb la seva explicació del cos humà com una màquina.

### Filosofia de la tecnologia a partir de les humanitats
L'objectiu principal és que la tecnologia sigui vista com un mitjà per qüestionar els dubtes des de la literatura, l'art, l'ètica, la poesia i la religió; però puntualment és perquè a través d'aquestes es puguin interpretar i comprendre nous llenguatges amb l'ajuda de la tecnologia.